# Mingus Claessen
Mingus Claessen (2 april 2004) is een Nederlands acteur. Hij speelde in diverse films en series, waaronder Rocco & Sjuul, Vakkenvullers en Goede tijden, slechte tijden.

## Levensloop
Claessen maakte op 8 juli 2016 zijn acteerdebuut in de korte film Tomer en Elias. Twee jaar later, in november 2018 maakte Claessen zijn debuut als televisieacteur in de AVROTROS-serie Vakkenvullers waarin hij de hoofdrol van Joshua vertolkte, Claessen vertolkte deze rol tot het einde van de serie in 2022. Hierna volgde rollen in series zoals De regels van Floor en Herres, voordat hij de hoofdrol van Max Winkelman ging vertolken in de KRO-NCRV-serie Hoe mijn keurige ouders in de bak belandden.
In november 2023 maakte Claessen zijn debuut op het grote scherm, hij speelde de rol van Bob in de bioscoopfilm Rocco & Sjuul. Sinds februari 2024 is Claessen te zien in de jeugdserie Alles Flex. Een maand later, in maart 2024, maakte Claessen tevens zijn entree als het personage Troj Veerman in de RTL 4-soap Goede tijden, slechte tijden.

## Filmografie

### Film
- 2016: Tomer en Elias, als Alex
- 2020: Kippenkracht, als Kees
- 2021: Boys Feels: Desire in the Dark, als Alex
- 2023: Rocco & Sjuul, als Bob
- 2024: Koorzang

### Televisie
- 2018-2022: Vakkenvullers, als Joshua
- 2020, 2022: De regels van Floor, als klasgenoot
- 2021-2022: Herres, als Dex
- 2021: Hoe mijn keurige ouders in de bak belandden, als Max Winkelman
- 2023: Flikken Maastricht, als Ricardo Prins
- 2024-heden: Alles Flex, als Roderick
- 2024-heden: Goede tijden, slechte tijden, als Troj Veerman
- 2024: Medisch Centrum West, als Martin